# Sisley Treviso
Sisley Treviso war von 1987 bis 2012 ein italienischer Männer-Volleyballverein, der in der ersten italienischen Liga und in der Champions League spielte. Benannt war der Verein mit Sitz in Treviso nach einer Modemarke des Sponsors Benetton Group. Der Nachfolgeverein nennt sich seit 2012 Volley Treviso.

## Team
Der Kader der Saison 2006/07 bestand aus zwölf Spielern. Trainer war Daniele Bagnoli. Der Co-Trainer hieß Roberto Piazza.
| Kader - Saison 2006/07 | Kader - Saison 2006/07 | Kader - Saison 2006/07 | Kader - Saison 2006/07 | Kader - Saison 2006/07 | Kader - Saison 2006/07 | Kader - Saison 2006/07 |
| Name                   | Vorname                | Nr.                    | Nation                 | Größe                  | Geburtsdatum           | Position               |
| ---------------------- | ---------------------- | ---------------------- | ---------------------- | ---------------------- | ---------------------- | ---------------------- |
| Abdalla                | Ahmed                  | 10                     | EGY                    | 1,98 m                 | 10. Oktober 1983       | Z                      |
| Cisolla                | Alberto                | 15                     | ITA                    | 1,97 m                 | 10. Oktober 1977       | AA                     |
| Farina                 | Alessandro             | 7                      | ITA                    | 1,82 m                 | 16. Mai 1976           | L                      |
| Fei                    | Alessandro             | 3                      | ITA                    | 2,04 m                 | 29. November 1978      | D                      |
| Gustavo Endres         | Gustavo Endres         | 11                     | BRA                    | 2,03 m                 | 23. August 1975        | M                      |
| Horstink               | Robert                 | 1                      | NED                    | 2,01 m                 | 26. Dezember 1981      | AA                     |
| Kral                   | Jiri                   | 8                      | CZE                    | 2,00 m                 | 8. Juli 1981           | M                      |
| Novotny                | Marek                  | 2                      | CZE                    | 2,02 m                 | 4. Mai 1978            | AA                     |
| Papi                   | Samuele                | 6                      | ITA                    | 1,91 m                 | 20. März 1973          | AA                     |
| Ricci Petitoni         | Mauro                  | 16                     | ITA                    | 1,88 m                 | 26. Mai 1985           | AA                     |
| Tencati                | Luca                   | 13                     | ITA                    | 2,00 m                 | 16. März 1979          | M                      |
| Vermiglio              | Valerio                | 5                      | ITA                    | 1,89 m                 | 1. März 1979           | Z                      |

Die Positionen: Annahme (A), Außenangriff (AA), Diagonal (D), Libero (L), Mittelblock (M), Universal (U) und Zuspieler (Z).

## Geschichte
Treviso hat seit Beginn der 90er Jahre alle nationalen und internationalen Titel mindestens einmal gewonnen.

## Nationale Liga und Pokal
Im Jahr 2005 konnte Sisley in Italien das Triple aus Meisterschaft, Pokal und Supercup feiern. Ein Jahr später wurde Treviso Vizemeister.

## Europapokal
Treviso konnte in der Saison 2005/06, in der man in der Gruppenphase auf den deutschen Vertreter evivo Düren traf, die Champions League gewinnen. Der Titelverteidiger traf in der Saison 2006/07 in der Gruppe B auf den letztjährigen Finalgegner Iraklis Thessaloniki (Griechenland), den Drittplatzierten VK Dynamo Moskau (Russland) sowie Noliko Maaseik (Belgien), Paris Volley (Frankreich) und Ortec Rotterdam (Niederlande) und belegte am Ende Platz zwei der Gruppe B. Im Playoff scheiterte Treviso am späteren Championsleague-Sieger VfB Friedrichshafen. 2008 wurde das Final Four erreicht, hier belegte Treviso nach zwei Niederlagen Platz vier.